# Adolf Ehrnrooth
Adolf Erik Ehrnrooth, finski general, * 9. februar 1905, Helsinki,  † 26. februar 2004, Turku.
Ehrnrooth je bil veteran zimske, nadaljevalne in laponske vojske. Leta 1965 se je upokojil.